# Héloïse Colin
Suzanne Héloïse Colin (París, 3 de septiembre de 1819 - Ibid., 19 de noviembre de 1873), conocida como Héloïse Colin, fue una pintora e ilustradora de moda françesa del Segundo Imperio. 

## Biografía
Colin fue hija de la pintora Marie Joseph Juhel, fallecida en Nimes en 1838, y del pintor Alexandre Colin. Marie Joseph, la madre, descansa en el cementerio de Saint- Baudile, bajo un mausoleo esculpido por su cuñado Colin. Se casó en París el 17 de mayo de 1842 con el pintor Auguste Leloir, con el que tuvo dos hijos, el ilustrador Maurice Leloir y el pintor Alexandre-Louis Leloir.
Expuso sus primeros dibujos en el Salón de 1835. Realizó sobre todo acuarelas, y se dio a conocer con retratos de pequeñas dimensiones. Junto a sus hermanas, Adèle Anaïs, esposa del pintor  Toudouze, y Laure Nöel, figura entre las más grandes ilustradoras de la moda parisiense de mitad del siglo XIX.